# Uniwersytet Latający (1882–1905)

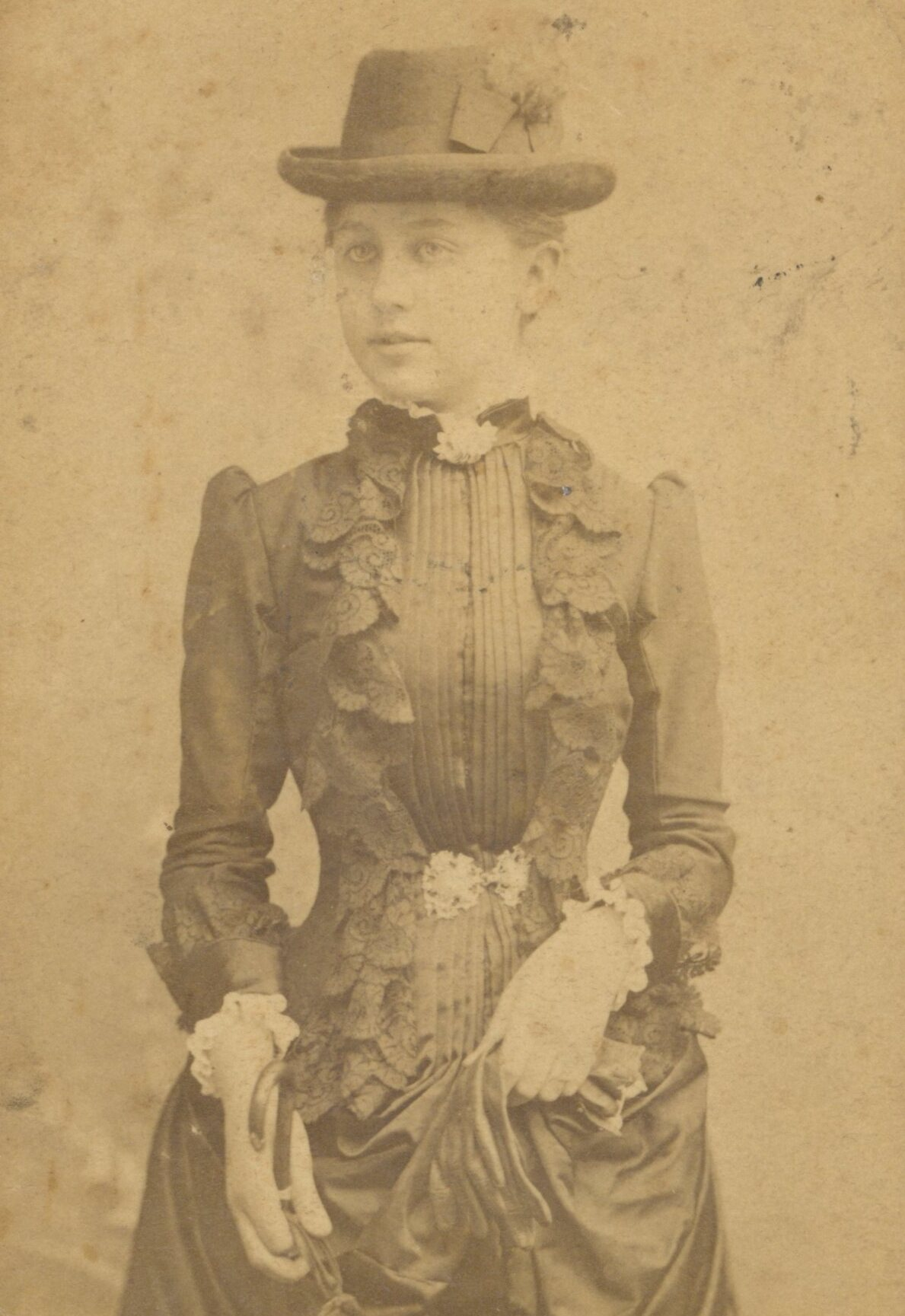
Założycielka Uniwersytetu Latającego – Jadwiga Szczawińska-Dawidowa – fot. z 1878 Jana Mieczkowskiego

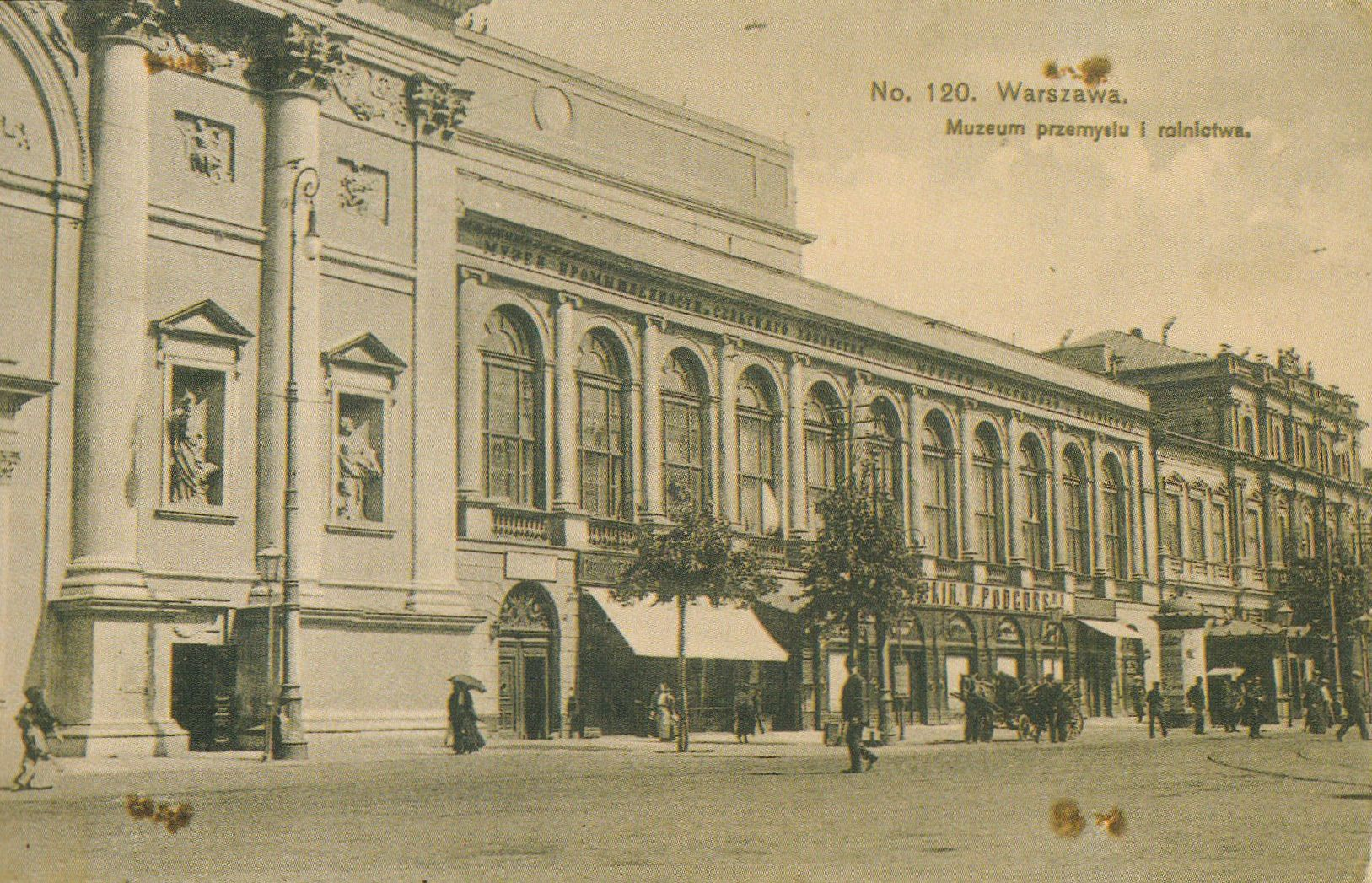
Budynek Muzeum Przemysłu i Rolnictwa w Warszawie – w którym słuchaczki Uniwersytetu Latającego, m.in. Maria Curie-Skłodowska uczęszczały na zajęcia laboratoryjne – fot. z 1908

Uniwersytet Latający – tajna polska uczelnia działająca w latach 1882–1905 w Warszawie, czasem żartobliwie zwana „babskim uniwersytetem”.
Jak napisał Bohdan Cywiński w „Rodowodach niepokornych”: Jego powstanie i działanie stanowiło ambitną odpowiedź pokolenia emancypantek na rzucone przez pozytywistów hasło równouprawnienia kobiet. Kwestia pozycji społecznej kobiety była zbyt nabrzmiała, by nie wywołała odzewu. Zasadniczym problemem była tu oczywiście sprawa wykształcenia: lata siedemdziesiąte i osiemdziesiąte XIX w. to w historii naszej oświaty okres wielkiej eksplozji szkolnictwa żeńskiego – mimo niesprzyjających warunków politycznych, pensje żeńskie powstają w tym czasie w Warszawie i innych miastach rzeczywiście jak przysłowiowe grzyby po deszczu. Pensje jednak, choćby utrzymane na najwyższym poziomie stanowią jedynie odpowiednik szkoły średniej i to odpowiednik niepełnowartościowy, ze skróconym programem i bez uprawnień maturalnych. Dalsza edukacja jest dla kobiety zamknięta.
Organizowane od 1882 w domach prywatnych w Warszawie konspiracyjne kursy samokształceniowe dla kobiet, dla których edukacja na poziomie uniwersyteckim była zamknięta, w roku 1885 przekształciły się w nieformalną, tajną szkołę wyższą tzw. Uniwersytet Latający. W roku szkolnym 1882/83 kilka grup niedawnych pensjonarek słuchało wykładów Józefa Siemaszki, Stanisława Norblina, Piotra Chmielowskiego i Władysława Smoleńskiego. W 1885 jedna ze słuchaczek kursów – Jadwiga Szczawińska-Dawidowa – ujęła różne grupy w jednolitą strukturę, nadając jej ujednolicony program nauczania. Od tej chwili składki (2–4 ruble miesięcznie) słuchaczek kursów były przeznaczane na honoraria dla wykładowców różnych grup i działalność tajnej Czytelni Naukowej. System opłat sprawiał, że z wykładów Uniwersytetu Latającego mogła korzystać przede wszystkim zamożniejsza młodzież. Miesięczny koszt słuchania wykładów z dwóch przedmiotów był bowiem niewiele niższy od pensji nauczyciela szkoły początkowej. Dzięki temu uniwersytet był instytucją samowystarczalną, utrzymującą się wyłącznie z opłat wnoszonych przez słuchaczki. Nie korzystał z żadnej ofiarności tak społecznej, jak indywidualnej. Słuchaczkom dawał wiedzę, i to dość gruntowną, a wielu polskim uczonym główne źródło utrzymania.
Uniwersytet otrzymał nazwę „Latającego” od częstych zmian lokali, w których odbywały się wykłady. Względy konspiracyjne decydowały o konieczności organizowania zajęć dla małych grup słuchaczek (od 10–15 osób) w mieszkaniach profesorów oraz rodziców studentek, a także w pomieszczeniach tajnych prywatnych pensji żeńskich. Zarząd uczelni był wybierany spośród słuchaczek. Funkcję doradczo-wykonawczą pełniły kasjerki, które pobierały opłaty, wypłacały wynagrodzenia profesorom oraz udzielały informacji na temat miejsc spotkań. Jak wspominał Ludwik Krzywicki: J. Szczawińska była bardzo dobrą i energiczną organizatorką, ale miała jedną wadę: była osóbką zbyt autokratyczną i zanadto nerwową. Z drobnego zatargu natury osobistej wyłoniła się walka zasadnicza – „o konstytucję”, jak mawiały jej przeciwniczki. W wyniku ostatecznym kierownictwo z rąk jednej osoby przeszło do całego grona osób, do zarządu obieranego przez ogół słuchaczy w końcu roku szkolnego, a więc przez słuchaczy już jako tako zespolonych ze sobą i obeznanych ze zwyczajem, bo o kierowaniu się ustawą, spoczywającą w ukryciu, mało znaną, nie mogło być mowy. Zazwyczaj obierano osoby, które dobrowolnie wyrażały gotowość wzięcia na siebie obowiązków i zżyły się z samą instytucją: całemi latami te same kobiety (zarząd zawsze składał się wyłącznie z kobiet) dźwigały ten ciężar honorowy wymagający wiele energji, ruchliwości i czasu. W teorji istniała i rada wykładających, ale w rzeczywistości była nieczynna – z winy samych prelegentów. Każde kółko wybierało kasjerkę, która pobierała opłaty od słuchaczy swego kółka i doręczała honorajum wykładającemu, wynoszące 3–5 rubli za godzinę. Kasjerki te tworzyły radę przyboczną przy zarządzie. Zapisy przyjmowano w początku roku szkolnego: słuchacze tytułem wpisowego opłacali rubla i płacili co miesiąc pewną kwotę odpowiednią do rozmiarów kółka: zamożniejsze płaciły więcej, biedniejsze mniej, wiele osób uwolniono zupełnie. Niedobory pokrywano przez urządzanie odczytów, tak samo tajnych, jak i wykłady. Odczyty gromadziły 100–200 i więcej osób.
Wykładowcami byli niemal wszyscy warszawscy uczeni, pozbawieni możliwości normalnej pracy naukowej w zrusyfikowanym Uniwersytecie Warszawskim. Należeli do nich wybitni naukowcy, którzy gwarantowali wysoki poziom nauczania jak m.in.: Odo Bujwid (bakteriobiolog), Jerzy Józef Boguski (chemik), Bronisław Chlebowski (historyk literatury), Ignacy Chrzanowski (historyk literatury), Piotr Chmielowski (historyk literatury) Jan Władysław Dawid (pedagog i psycholog), Zofia Daszyńska-Golińska (socjolożka i ekonomistka), Karol Hertz (matematyk), Zygmunt Heryng (ekonomista), Stanisław Karpowicz (pedagog), Tadeusz Korzon (historyk); Manfred Kridl (historyk literatury), Ludwik Krzywicki (socjolog), Adam Mahrburg (filozof), Napoleon Milicer (chemik), Wacław Nałkowski (geograf), Józef Nusbaum-Hilarowicz (biolog) i Władysław Smoleński (historyk). Rosyjska policja prowadziła wiele śledztw zarówno w stosunku do wykładowców, jak i słuchaczek Uniwersytetu, ale najczęściej nie była w stanie, tak jak w przypadku śledztwa w 1896 przeciwko Piotrowi Chmielowskiego, udowodnić działalności sprzecznej z prawem. Represje, które w 1894 r. dotknęły kilku osób związanych z Uniwersytetem Latającym, są wyjaśniane przez historyków ich udziałem w manifestacjach politycznych ku czci Kilińskiego. Zmuszono wówczas m.in. do wyjazdu do Galicji wykładających na uniwersytecie Zofię Daszyńską-Golińską i Władysława M. Kozłowskiego.
Studia na tajnym uniwersytecie trwały od pięciu do sześciu lat i odbywały się na trzech wydziałach: 1. Nauk Społecznych, 2. Historyczno-Filologicznym, który obejmował również pedagogikę, oraz 3. Matematyczno-Przyrodniczym. Wspólnym wysiłkiem Jadwigi Szczawińskiej-Dawidowej, Jana Władysława Dawida, Bronisława Chlebowskiego, Ludwika Krzywickiego udało się zorganizować tajną Czytelnię Naukową otwartą nie tylko dla słuchaczek Uniwersytetu, lecz także dla wszystkich uczących się w Warszawie. W tygodniu słuchaczki uczestniczyły w 8–11 godzinach wykładów. W okresie największej popularności Uniwersytetu Latającego, która miała miejsce pod koniec XIX wieku., liczba studentek dochodziła do 500. Według programu Uniwersytetu w 1893 r. przechwyconego przez policję rosyjską wykładano na nim:
- na Wydziale Nauk Społecznych: 1. logikę wraz z teorią poznania (wykładowca: J. W. Dawid); 2. psychologię (wykładowca: J. W. Dawid), 3. etykę (wykładowca Cezary Jellenta), 4. historię filozofii (wykładowca – Władysław M. Kozłowski), 5. encyklopedię prawa (finanse, administracja, prawo cywilne – wykładowca Józef Piasecki), 6. historię systemów ekonomicznych (wykładowca: Zofia Daszyńska-Golińska); 7. ekonomię polityczną (wykładowca: Z. Daszyńska-Golińska); 8. statystykę (brak nazwiska wykładowcy); 9. socjologię (wykładowca: Ludwik Krzywicki)[6],
- na Wydziale Historyczno-Filologicznym: 1. historię Polski (wykładowca: W. Smoleński); 2. porozbiorowe dzieje Polski (brak nazwiska wykładowcy); 3. historię literatury powszechnej doby romantyzmu (wykładowca: Edward Grabowski), 4. historię literatury od epoki romantyzmu (wykładowca: E. Grabowski) 5. historię literatury polskiej do czasów romantyzmu (wykładowca: P. Chmielowski), 6. historię literatury polskiej od czasów romantyzmu (wykładowca: P. Chmielowski), 7. historię sztuki i estetyka (brak nazwiska wykładowcy); 8. geografię i etnografię (brak nazwiska wykładowcy); 9. język polski – kurs rozszerzony (wykładowca Adam Kryński), 10. język polski, kurs skrócony (wykładowca A. Kryński). W ramach studiów pedagogicznych J. W. Dawid prowadził przedmioty teoretyczne z zakresu: 1. etyki i psychologii stosowanej, 2. fizjologii i higieny szkolnej, 3. ogólnej teorii wychowania, 4. metodyki nauczania języka polskiego, historii, arytmetyki i geografii. Były one uzupełniane praktykami odbywanymi w warszawskich szkołach prywatnych[6],
- na Wydziale Matematyczno-Przyrodniczym: A. Matematykę, która obejmowała algebrę, geometrię, podstawy trygonometrii (wykładowca: adwokat Zygmunt Poznański); B. Nauki przyrodnicze: 1. fizyka (wykładowca – Władysław M. Kozłowski); 2. chemia nieorganiczna i organiczna (wykładowca Maksymilian Heilpern); 3. kosmografia (brak nazwiska wykładowcy); 4. podstawy mineralogii i geologii (brak nazwiska wykładowcy); 5. anatomia i fizjologia roślin (wykładowca: M. Heilpern); 6. systematyka roślin (wykładowca: Wanda Szczawińska); 7. anatomia i fizjologia człowieka (wykładowca: W. Szczawińska); 8. zoologia, kurs roczny (wykładowca: Wanda Szczawińska); 9. higiena, kurs roczny (wykładowca: lekarz Stanisław Kamiński) Ponadto oprócz wykładów odbywały się zajęcia laboratoryjne z chemii, botaniki, zoologii i anatomii. Zajęcia praktyczne z chemii odbywały się w laboratorium Muzeum Przemysłu i Rolnictwa, w pracowni fabryki chemicznej Lepperta i Karpińskiego, a wiadomości z mineralogii uzupełniano w Gabinecie Mineralogicznym Uniwersytetu Warszawskiego, którego kustoszem był polski uczony Józef Morozewicz[6].

Oblicza się, iż w ciągu dwudziestu lat istnienia uniwersytet ukończyło pięć tysięcy kobiet pozbawionych przedtem dostępu do studiów uniwersyteckich. Przygotowywano też do studiów w zagranicznych szkołach wyższych. Niemal wszystkie kobiety z Królestwa Polskiego, które przed 1905 r. zdobyły dyplomy zagranicznych uniwersytetów, głównie szwajcarskich, francuskich oraz galicyjskich, studiowały wcześniej w Uniwersytecie Latającym. Należały do nich m.in.: Maria Skłodowska-Curie, Zofia Daszyńska-Golińska, Bronisława Gutmanówna, Amelia Hertz, Jadwiga Dydyńska, Helena Sikorska, Jadwiga Sikorska. Uczelnia ta wydała także całą plejadę późniejszych działaczek społecznych i oświatowych takich jak m.in. Jadwiga Bem, Melania Borstein-Łychowska, Józefa Bojanowska, Cecylia Daum, Maria Gorzechowska, Jadwiga Hertz, Julia Hertz, Helena Iwanicka, Gustawa Jasiewicz, Zofia Kirkor-Kiedroniowa, Helena Landsberg, Zofia Łabusiewicz, Marta Marchlewska, Klementyna Nagórska, Zofia Nałkowska, Anna Paradowska, Stefania Sempołowska, Jadwiga Skłodowska, Natalia Smosarska, Jadwiga Smosarska, Aniela Szycówna, Julia Unszlicht-Bernstein, Cecylia Wasilewska, Eugenia Waśniewska. Pod koniec XIX wieku na Uniwersytecie Latającym ze względu na wysoki poziom zajęć studiowali także mężczyźni, głównie słuchacze Uniwersytetu i Politechniki. Według Bohdana Cywińskiego: wszystkie świadectwa jego słuchaczy, którzy studiowali również na Krakowskim Przedmieściu, są zgodne: przy węższym programie tajna uczelnia dawała nieporównywalnie więcej wiedzy, prezentowała wyższy poziom i stwarzała daleko poważniejszą atmosferę naukową. Konspiracyjność nie oznaczała taryfy ulgowej dla studentek – odwrotnie: wysoka cena bezpieczeństwa osobistego, jaką płaciły studentki za korzystanie z wykładów, skłaniała do daleko wydajniejszej pracy. Wiele uroku dodawał także osobisty i nieformalny kontakt z wykładowcą, który pozbawiony katedry, stawał się kimś mniej odległym i nie przytłaczał swoją pozycją społeczną. Wykłady, odbywane, ze względów konspiracyjnych w małych kilkunastoosobowych zespołach, stwarzały niezastąpioną szansę nawiązania osobistego kontaktu profesora ze słuchaczem.
Uniwersytet Latający w ciągu dwudziestu lat swego istnienia przyczynił się do rozwoju ruchu emancypacyjnego kobiet. Ukształtował swoisty model „wolnego uniwersytetu” polskiego. W 1905 r. przekształcił się w legalne Towarzystwo Kursów Naukowych, z których w latach I wojny światowej powstała Wolna Wszechnica Polska.